# 세계 무역 센터역 (PATH)
세계 무역 센터역(영어: World Trade Center)은 뉴욕시 맨해튼 파이낸셜 디스트릭트의 세계 무역 센터 내에 위치한 PATH 노선의 종점 지하철역이다. 뉴어크-월드 트레이드 센터선의 역이며, 주중에는 호보컨-월드 트레이드 센터선도 운영한다. 세계 무역 센터역은 두 노선의 종점이기도 하다.
세계 무역 센터 역은 1909년 영업을 개시했던 허드슨 & 맨해튼 철도의 허드슨 터미널 근처에 있다. 뉴욕 뉴저지 항만공사가 1961년 파산한 H&M 철도를 산 뒤 PATH라는 브랜드로 재탄생시켰고, 허드슨 터미널을 세계 무역 센터의 일부로 개발했다. 세계 무역 센터의 건설의 일부로 폐쇄된 뒤 파괴되었던 허드슨 터미널을 대체해 세계 무역 센터역이 1971년 7월 6일 영업을 개시했다. 2001년 9·11 테러 이후 PATH 임시역이 2003년에 영업을 개시했고, 세계 무역 센터는 재건에 들어갔다. 세계 무역 센터역의 재건은 2008년부터 개시되었다. 역의 주요 건물인 오큘러스가 2016년 5월 3일 완공되었고, 터미널은 세계 무역 센터 교통 허브(영어: World Trade Center Transportation Hub) 또는 줄여서 "세계 무역 센터"라고 이름이 바뀌었다.
세계 무역 센터역은 터널 루프 중간에 있는 5개의 철로와 4개의 승강장으로 구성되어 있다. 뉴저지에서 온 열차는 루프를 따라 돈 다음 뉴저지로 돌아간다. 승강장은 지하 4층에 있으며, 승강장 바로 위 층은 역의 요금을 걷는 중이층이 차지하고 있다. 뉴욕 지하철의 WTC 코틀랜드역이 중이층의 옆, 그리고 위에 있다.
건설에 40억 달러가 든 오큘러스 역 건물은 스페인 건축가 산티아고 칼라트라바가 디자인했으며, 지상에서 높이 맞물리는 하얀 갈비뼈 모양을 하고 있다. 역 건물의 내부에는 웨스트필드 월드 트레이드 센터 몰의 일부를 수용하는 지하층 2개가 있다. 세계 무역 센터 교통 허브는 동부의 풀턴 센터에서 서부의 배터리파크시티 페리 터미널까지 로어맨해튼의 다양한 교통 수단을 연결하며, 많은 뉴욕 지하철의 역이 터미널 안에 위치해 있다. 세계 무역 센터 교통 허브는 뉴욕 대도시권의 5번째로 많이 붐비는 교통 허브이다. 세계 무역 센터 교통 허브에 대한 평가는 엇갈리는데, 디자인에 대해서는 호평을 받고 있지만 건설 시 들어간 높은 비용과 여러 차례의 공사 지연에 대해서는 비판을 받고 있다.

## 역 정보
| G                                           | 지상층                                               | 베시 스트리트, 웨스트브로드웨이, 그리니치 스트리트, 9/11 메모리얼&뮤지엄                                                                                |
| B1 상부 중앙홀 브로드웨이 및 WTC 코틀랜드역 | 상대식 승강장                                        | 상대식 승강장 |
| B1 상부 중앙홀 브로드웨이 및 WTC 코틀랜드역 | 북행                                                 | ← 포레스트 힐즈-71가 시티 홀 방면 ← 에스토리아-디트마스 불바드 주중 (시티 홀) 방면 ← 에스토리아-디트마스 불바드 야간 (시티 홀) 방면                     |
| B1 상부 중앙홀 브로드웨이 및 WTC 코틀랜드역 | 남행                                                 | → 베이릿지-95번가 (렉터 스트리트) → → 사우스페리/화이트홀 스트리트 주중 (렉터 스트리트) 방면 → → 심야열차 코니 아일랜드-스틸웰가 (렉터 스트리트) 방면 → |
| B1 상부 중앙홀 브로드웨이 및 WTC 코틀랜드역 | 상대식 승강장                                        | |
| B1 상부 중앙홀 브로드웨이 및 WTC 코틀랜드역 | 발코니                                               | 웨스트필드 월드 트레이드 센터 하부 중앙홀로 향하는 엘리베이터, 에스컬레이터 및 계단                                                                     |
| B1 상부 중앙홀 브로드웨이 및 WTC 코틀랜드역 | 상대식 승강장                                        | |
| B1 상부 중앙홀 브로드웨이 및 WTC 코틀랜드역 | 북행                                                 | ← 반 코틀랜드 공원 챔버스 스트리트 방면 |
| B1 상부 중앙홀 브로드웨이 및 WTC 코틀랜드역 | 남행                                                 | → 사우스페리 (렉터 스트리트) 방면→ |
| B1 상부 중앙홀 브로드웨이 및 WTC 코틀랜드역 | 상대식 승강장                                        | |
| B1 상부 중앙홀 브로드웨이 및 WTC 코틀랜드역 | 서 중앙홀 발코니                                     | 가게 및 브룩필드 플레이스 방향 통로 |
| B2 하부 중앙홀                              | 지하철 통로                                          | 챔버스 스트리트-세계 무역 센터 풀튼 센터 |
| B2 하부 중앙홀                              | 지하철 교차점                                        | 브로드웨이선 승강장 출입구 및 개찰구, MetroCard 발행기                                                                                                  |
| B2 하부 중앙홀                              | 웨스트필드 월드 트레이드 센터                        | 가게 및 부스 |
| B2 하부 중앙홀                              | 지하철 교차점                                        | 7번로선 승강장 출입구 및 개찰구, MetroCard 발행기 |
| B3 중이층                                   | PATH 운임체계                                        | PATH 승강장으로 연결되는 출입구 및 MetroCard/SmartLink 기계                                                                                             |
| B3 중이층                                   | 서 중앙홀                                            | 가게 및 브룩필드 플레이스 방향 통로 |
| B4 PATH 승강장                              |                                                      | |
| 선로 1                                      | ← HOB-WTC 통근열차 호보컨 (익스체인지 플레이스) 방면 | |
| 섬식 승강장 (A 승강장)                      |                                                      | |
| 선로 2                                      | ← HOB-WTC 주중 호보컨 (익스체인지 플레이스) 방면     | |
| 섬식 승강장 (B 승강장)                      |                                                      | |
| 선로 3                                      | ← HOB-WTC 주중 호보컨 (익스체인지 플레이스) 방면     | |
| 선로4                                       | ← NWK-WTC 뉴어크 (익스체인지 플레이스) 방면          | |
| 섬식 승강장 (C 승강장)                      |                                                      | |
| 선로 5                                      | ← NWK-WTC 뉴어크 (익스체인지 플레이스) 방면          | |
| 상대식 승강장 (D 승강장)                    |                                                      | |

역은 지하 4층에 위치하고 있으며, 5개의 선로가 3개의 섬식 승강장과 1개의 상대식 승강장을 통과한다. 2014년 2월 25일, 1번과 2번 선로 옆에 있는 A 승강장이 세계 무역 센터역의 일부로 개통되었다. 2015년 5월 7일에 2번과 3번 선로 사이의 B 승강장이 개통되었다.  다른 두 승강장은 2016년 9월 8일에 개장했다.
역 위에는 세 개의 중이층이 있다. 위의 두 층에는 웨스트필드 월드 트레이드 센터의 일부로서 상점들이 포함되어 있다. 지하의 첫 번째 중이층은 뉴욕 지하철 1호선의 WTC 코틀랜드역과 북쪽 방향 승강장으로 바로 연결되는 입구를 포함한다. 뉴욕 지하철 N선, R선, W선의 코틀랜드 스트리트-처치 스트리트역 남행 승강장과의 연결은 중이층의 가장 동쪽 끝, 쇼핑몰의 상점들을 지나 위치해 있다. 두 번째 중이층에는 역 입구가 있으며 다른 지하철 노선과의 교차점이 더 포함되어 있다. 승강장 바로 위에 위치한 세 번째 중이층에는 요금 운영소 및 승강장 출입구가 포함되어 있다.
재건축 이전에는 처치 스트리트에 임시 출입구가 있었는데, 2003년 11월에 임시 역의 나머지 부분과 함께 문을 열었다. 그라운드 제로의 재개발과 함께 임시 역의 출입구와 크기는 계속 변했다. 2007년 처치 스트리트 출입구는 남쪽으로 재조정되었고, 옛 출입구는 파괴되었다. 2008년 4월 세 번째이자 마지막 임시 출입구가 베시 스트리트에 배치되었고, 이 출입구는 7 월드 트레이드 센터와 붙어 있었다. 임시 출입구는 베시 스트리트에 위치한 1층 건물이었다. 2016년 3월 3일 PATH 역 건물이 개장함에 따라 임시 역사는 철거되었다. 임시 출입구 역시 세계 무역 센터 공연예술센터의 건축을 위해 2016년 파괴되었다.
2013년 10월 27일 서부 중앙홀로 알려진 영구 통로를 통해 브룩필드 플레이스로 연결되는 통로가 개장했다. 허드슨 튜브의 수리를 위해 2019년과 2020년 사이에 뉴어크-세계 무역 센터선의 서비스는 휴일 주말을 제외하고 거의 모든 주말 동안 중단되었다.

## 허드슨 터미널

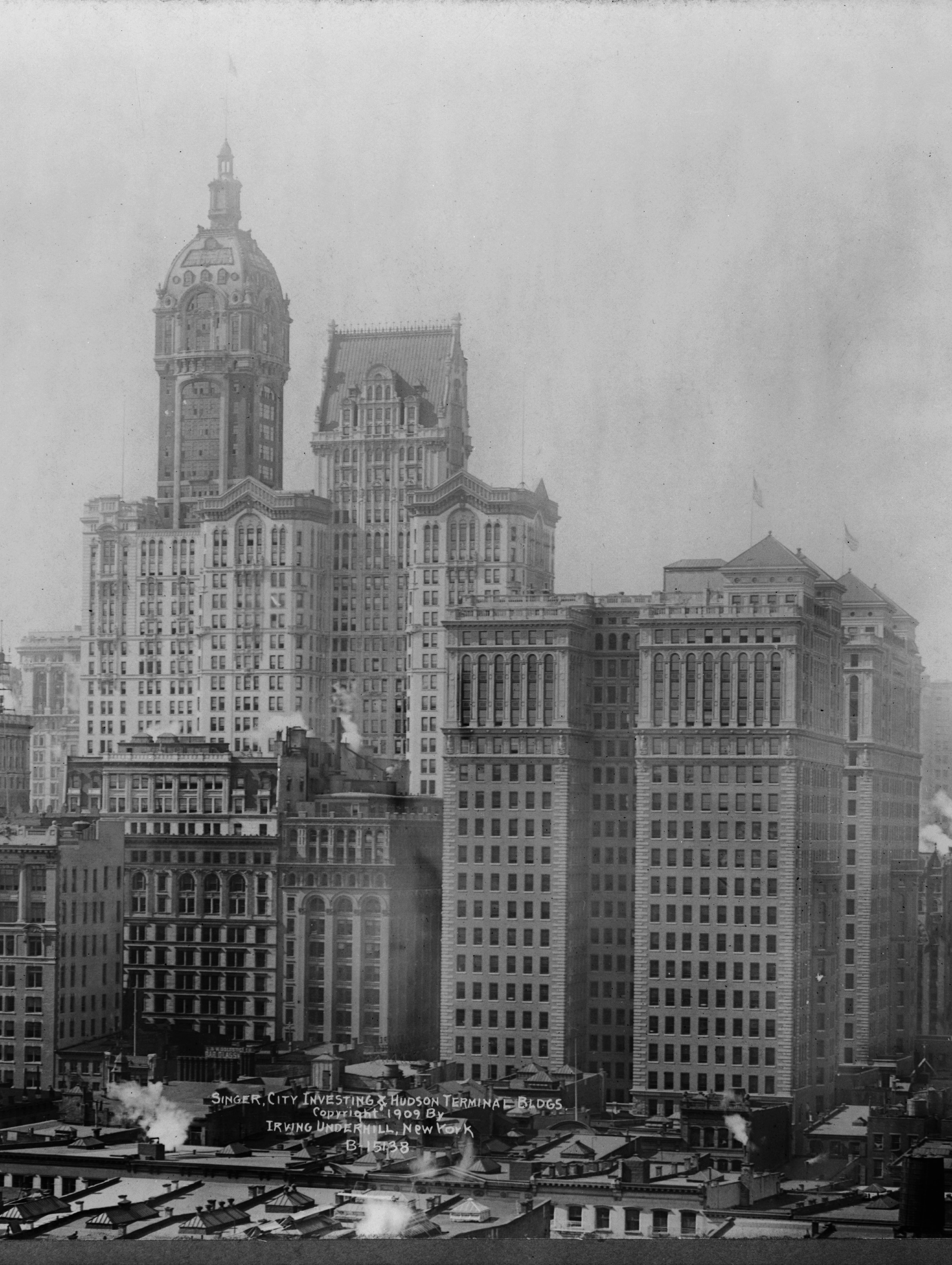
1909년 허드슨 터미널 (우측)과 싱어 빌딩 (좌측)

허드슨 터미널은 허드슨&맨해튼 철도에 의해 건설되었고, 1909년 7월 19일 영업을 개시했다. 허드슨 터미널은 그리니치 스트리트, 코틀랜드 스트리트, 처치 스트리트, 풀튼 스트리트 사이에 놓여 있었다. 이 터미널은 보행자들이 빠르고 쉽게 역을 드나들 수 있도록 경사로가 설치되어 있었다. 이 역은 지하철 운행을 위해 루프로 연결된 두 개의 단선 터널로 운행되었다. 이 루프는 5개의 선로와 3개의 승강장(중앙 섬식 승강장 2개, 상대식 승강장 1개)을 포함하고 있으며, 제1 세계 무역 센터역 및 제2 세계 무역 센터역의 배치와 다소 유사했다.
1914년까지 허드슨 터미널의 승객 수는 연간 30,535,500명에 달했다. 1922년에는 승객 59,221,354명으로 거의 두 배가 되었다. 허드슨강을 가로지르는 새로운 자동차 터널과 다리가 개통된 후, 허드슨&맨해튼 철도의 전체 승객 수는 1927년 1억 1,300만 명에서 1958년 2,600만 명으로 크게 감소했다. H&M은 1954년에 파산했다. 뉴저지주는 뉴욕 뉴저지 항만공사가 철도를 인수하기를 원했지만, 항만공사는 오랫동안 철도를 수익성이 없는 것으로 간주했다.
뉴욕 뉴저지 항만공사는 궁극적으로 세계 무역 센터의 건설에 관한 협정의 일환으로 H&M을 인수했다. 항만 공사는 처음에 허드슨 터미널에서 로어맨해튼 반대편 이스트 강에 복합단지를 건설할 것을 제안했다. 주간 기관으로서 항만 당국은 뉴저지주와 뉴욕 주정부 모두에게 프로젝트 승인을 요구했지만, 뉴저지 주정부는 제안된 무역 센터가 뉴욕에 대부분 이익이 될 것이라고 반대했다. 1961년 말, 항만공사 집행이사 오스틴 J. 토빈은 뉴저지주와의 합의를 대가로 허드슨 터미널로 프로젝트를 옮기고 H&M을 인수할 것을 제안했다. 1962년 1월 22일, 뉴욕주와 뉴저지주는 허드슨 터미널 부지에 항만 당국이 철도를 인수하고 세계 무역 센터를 건설하는 것을 허용하기로 합의했다.

## 구 역사

### 기존 PATH 역사
1966년 세계 무역 센터의 기공식이 열렸으며, 기공식 현장은 지표면 아래 213피트(65m)에 위치한 암반이 있는 매립지였다. 여러 새로운 공사 방식이 허드슨강의 물을 막기 위한 슬러리 벽을 건설하는 데 사용되었다. 허드슨 튜브는 부지 발굴과 타워 건설 과정에서 고가 터널로 사용되었다. 새 역은 건설하는 데 3천 5백만 달러가 들었으며, 1971년 당시 세계 무역 센터역의 승객 수는 85,000명이었다.
PATH의 세계 무역 센터역으로 서비스를 돌리기 위해 3일간의 유지 보수 기간을 허용하고자 허드슨 터미널은 1971년 7월 2일에 문을 닫았다.  새로운 PATH 역은 1971년 7월 6일에 구 허드슨 터미널의 서쪽에 문을 열었다.  허드슨 터미널은 6량 편성의 열차만 취급할 수 있었지만, 새로운 세계 무역 센터역은 10량 편성의 전동차를 수용할 수 있었다.  1971년 역이 개통되었을 때, 역의 승강장과 중이층 사이에 9개의 고속 에스컬레이터가 설치되어 있었다. WTC PATH 역에는 뉴어크-월드 트레이드 센터선과 호보컨-월드 트레이드 센터선 열차가 운행되었다. 그 역은 지하 중앙홀과 쇼핑 센터를 통해 세계 무역 센터 타워와 연결되었다. 또한 뉴욕 지하철과의 지하 연결로도 있었다. 2001년까지 WTC PATH 역을 이용하는 승객의 양은 매일 약 25,000명이었다. 세계 무역 센터의 건설이 거의 완료되는 동안, 역과 처치 스트리트의 임시 출입구 사이에 임시 복도가 제공되었다.
1993년 세계 무역 센터 폭탄 테러 당시 역은 경미한 피해를 입었는데, 역의 천장 부분이 무너져 수십 명이 역에 갇혔다. 일주일 만에 항만 공사는 PATH 세계 무역 센터역에 대한 서비스를 재개할 수 있었다.
2001년 9월 11일 아메리칸 항공 11편이 오전 8시 46분에 세계 무역 센터의 북쪽 타워에 충돌하면서, 역은 폐쇄되었다. 이 충돌 이후 세 대의 PATH 열차가 역에 도착했는데, 한 대는 뉴어크에서 출발한 열차였고, 다른 두 대는 호보컨에서 출발한 열차였다. 첫 호보컨발 열차는 승객들을 내보내지도, 문을 열지도 않고 멈추지도 않고 돌아섰다. 두 번째 호보컨발 열차는 오전 8시 52분에 3번 선로에 도착하여 직원들을 포함한 대피 명령을 받았는데, 이 열차는 세계 무역 센터 단지를 떠나지 않았고 9/11 복구 과정에서 발견되었다. 두 번째 호보컨발 열차 중 경미한 손상을 입은 두 대의 차량은 그 후 박물관으로 보내졌다. 뉴어크에서 출발한 열차가 오전 8시 55분 터미널에 들어와 승객을 태우기 위해 정차했다. 유나이티드 항공 175편이 오전 9시 3분에 남쪽 타워에 충돌한 이후, 운행관리원은 익스체인지 플레이스역과  세계 무역 센터역의 폐쇄를 명령했다. 오전 9시 10분께 경로 직원 12명과 노숙자 1명을 태우기 위해 네 번째 열차가 역으로 투입되었고, 이후 역은 텅 비어 있었다.이 역은 세계 무역 센터가 붕괴되는 동안 파괴되었다.

### 임시 PATH 역사
역이 파괴되면서, 로어 맨하탄으로의 운행은 2년 이상 중단되었다. 뉴어크-월드 트레이드 센터 선의 다음 역인 익스체인지 플레이스도 9·11 테러 중 파괴되어 터미널 역으로 운영할 수 없었기 때문에 문을 닫아야 했다. 대신, 2개의 업타운 노선(뉴어크-33번가선, 호보컨-33번가선)와 1개의 뉴저지주 내 노선(호보켄-저널 스퀘어)이 운영되었다. 9·11 테러 이후 익스체인지 플레이스역을 정리해야 했고, 다운타운 허드슨 튜브스의 지하철이 침수되어 선로 기반 시설이 파괴되었다. 익스체인지 플레이스역이 종점역이 아니었기 때문에 선로에 대한 수정도 필요했다.  허드슨강 상류의 PATH 지하철, 페리 노선, NJ 트랜짓 노선은 분산된 승객들을 스스로 처리할 수 없었고, 이로 인해 세계 무역 센터 터미널을 재건하는 것이 필요하다고 판단되었다.익스체인지 플레이스역의 재개장이 완료된 후, 2003년 6월 29일에 익스체인지 플레이스역은 PATH 노선으로 재개통되었다. 익스체인지 플레이스역의 승객들은 2003년 말에 세계 무역 센터역이 재개장될 때까지 로어 맨해튼으로 가는 페리로 갈아탔다.
2003년 11월 23일 임시역이 문을 열면서 로어 맨해튼행 PATH 서비스가 복원되었다. 취임식 열차는 9·11 테러 당시 대피에 사용되었던 것과 동일한 열차였다. 임시 PATH 역은 항만공사 수석 건축가 로버트 I. 데이비드슨에 의해 설계되었으며 3억 2천 3백만 달러의 비용으로 건설되었다. 임시 역사는 원래 역과 같은 장소에 있었다. 이 역은 처치 스트리트를 따라 있는 캐노피 입구와 줄리오 칸두시오의 가로 36m, 세로 3.7m의 모자이크 벽화인 "Iridescent Lightning"을 특징으로 했다. 역은 또한 뉴욕시의 위대함과 회복력을 증명하는 영감을 주는 인용문이 새겨진 불투명한 패널 벽으로 장식되었고 이 패널들은 부분적으로 그라운드 제로를 시야에서 보호했다.
역의 일부 구간은 2001년 9월 11일 세계무역센터 붕괴 당시 통로와 북동쪽 코너의 표지판 등이 살짝 파손됐을 뿐이었기 때문에 역의 이 부분들은 임시 역에 그대로 유지되어 있었고, 새로운 역에 남아 있었다. 뉴어크-세계 무역 센터선과 호보컨-세계 무역 센터선의 영업 재개에 따라, 세계 무역 센터역은 PATH 시스템에서 가장 붐비는 역이라는 지위를 빠르게 회복했다.  그러나 임시역은 몇 가지 한계가 있었는데, 임시역은 8량의 승강장을 가지고 있었지만 원래의 역은 10량의 승강장을 가지고 있었고 역의 지지대 또한 위쪽의 세계 무역 센터 개발을 지지할 만큼 튼튼하지 않았으며, 역의 일부는 "더 배스텁"의 야외에 위치했다. 이 임시역은 처치 스트리트에 단 하나의 출입구가 있었고, 장애인 고객들은 거리에서 플랫폼으로 가려면 엘리베이터 4대를 타야 했다.
이 역은 또한 2005년에 문을 연 스토리코프스 부스의 본거지이기도 했는데, 이 프로그램을 통해 방문객들은 9·11 테러에 대한 기록을 구두로 제공할 수 있었다. 이 부스는 2007년 봄에 세계 무역 센터 부지의 건설 계획을 위해 문을 닫았다. 2007년 6월, 부지 조성의 일환으로 임시역의 도로 입구가 폐쇄되고 철거되었다. 남쪽으로 몇 피트 떨어진 곳에 새로운 계단이 세워졌고, "텐트" 구조가 추가되어 부지 요소로부터 보호되었다. 건축가 바르톨로뮤 부어생어에 따르면, 부어생어 건축가들이 27만 5천 달러의 비용을 들여 설치한 이 텐트 구조물은 "희망에 찬 우수함"을 갖도록 설계되었다.  처치 스트리트의 입구는 2008년 4월에 다시 한 번 입구가 이전되면서 폐쇄되었다. 2008년 4월 1일, PATH 역의 세 번째 임시 출입구가 통근자들을 위해 문을 열었다. 입구는 7 월드 트레이드 센터와 인접한 베시 스트리트에 있었다. 이 역은 칼라트라바가 설계한 영구적인 역의 개장과 함께 철거되었는데, 이 부지에는 세계 무역 센터 공연예술센터가 들어설 예정이었기 때문이다.

## 세계 무역 센터 교통 허브
세계 무역 센터 교통 허브(영어: World Trade Center Transportation Hub)는 2016년 3월 3일에 개장한 뉴욕 뉴저지 항만공사에서 새로 개장한 PATH역과 관련 교통 체계, 그리고 상가 복합단지의 공식 명칭이다. 역이 재개장했을 때 명칭이 변경되었다. 교통 허브의 디자인은 스페인 건축가 산티아고 칼라트라바가 맡았으며, 내셔널 9·11 메모리얼 광장 아래에 크고 개방된 중이층이 있는 기차역으로 구성되어 있다. 이 중이층은 2 월드 트레이드 센터와 3 월드 트레이드 센터 사이에 위치한 오큘러스(Oculus)라고 불리는 지상의 주건물 구조물과 연결되어 있다.

새로운 세계 무역 센터의 원래 부지 계획. 전체 지도 중 푸른색이 세계 무역 센터 부지로, 회색으로 음영 처리된 부분이 세계 무역 센터 부지에 지어질 건물이었다.

또한 세계 무역 센터 단지의 다양한 타워 아래에 있는 공공 중앙홀과도 연결되어 있다. 이 역은 풀턴 센터에서 배터리파크시티 페리 터미널까지 로어 맨하탄의 다양한 교통 수단과의 접근을 용이하게 하기 위해 지하 동서 통로를 이용하도록 설계되었다. 세계 무역 센터의 원래 몰에서 없어진 소매 공간을 대체하기 위해, 허브의 상당 부분은 새로운 33,900 m2의 웨스트필드 월드 트레이드 센터에 할애했다.

### 배경
9.11 테러 이후, 뉴욕시 당국은 로어맨해튼에서 70억 달러 규모의 교통 체계의 재설계를 제안했고 여기에는 새로운 PATH 터미널, 풀턴 센터, 다운타운의 사우스 페리/화이트홀 스트리트 터미널, 웨스트사이드 하이웨이의 재건이 포함되었다. 로어맨해튼의 경제를 다시 일으키기 위한 다른 개발 프로젝트들도 제안되었고, 새로운 PATH 터미널은 이것을 실현하는 데 중요한 역할을 했다. 2002년 8월 미국 정부는 세계 무역 센터 부지에 지하철과 PATH역을 연결하는 터미널을 건설하기 위해 45억 달러를 들였다. 4개의 장소가 고려되었고, 결국 세계 무역 센터의 "더 배스텁"을 따라 지하 4층에 새로운 터미널을 건설하기로 결정되었다.
2003년 세계 무역 센터 아래에 있던 지하철역의 노선을 따라 더 작은 역을 만들 것을 요구한 대니얼 리버스킨드의 메모리 파운데이션이 세운 마스터 플랜에는 큰 역이 포함되지 않았다. 리버스킨드의 디자인은 현재의 역 건물 부지를 개방된 광장으로 남겨 두고 매년 9월 추분점 주변의 햇빛이 세계 무역 센터의 발자국에 닿도록 "빛의 쐐기"를 형성할 것을 제안했다. 이 광장은 매년 9월 11일 오전 8시 46분과 10시 28분에 태양 광선을 보여주는 선이 있는 쐐기를 포함했을 것이고, 이 시간들은 각각 아메리칸 항공 11편이 북쪽 타워에 충돌했을 때와 북쪽 타워가 붕괴되었을 때를 나타낸다.

### 계획 변경

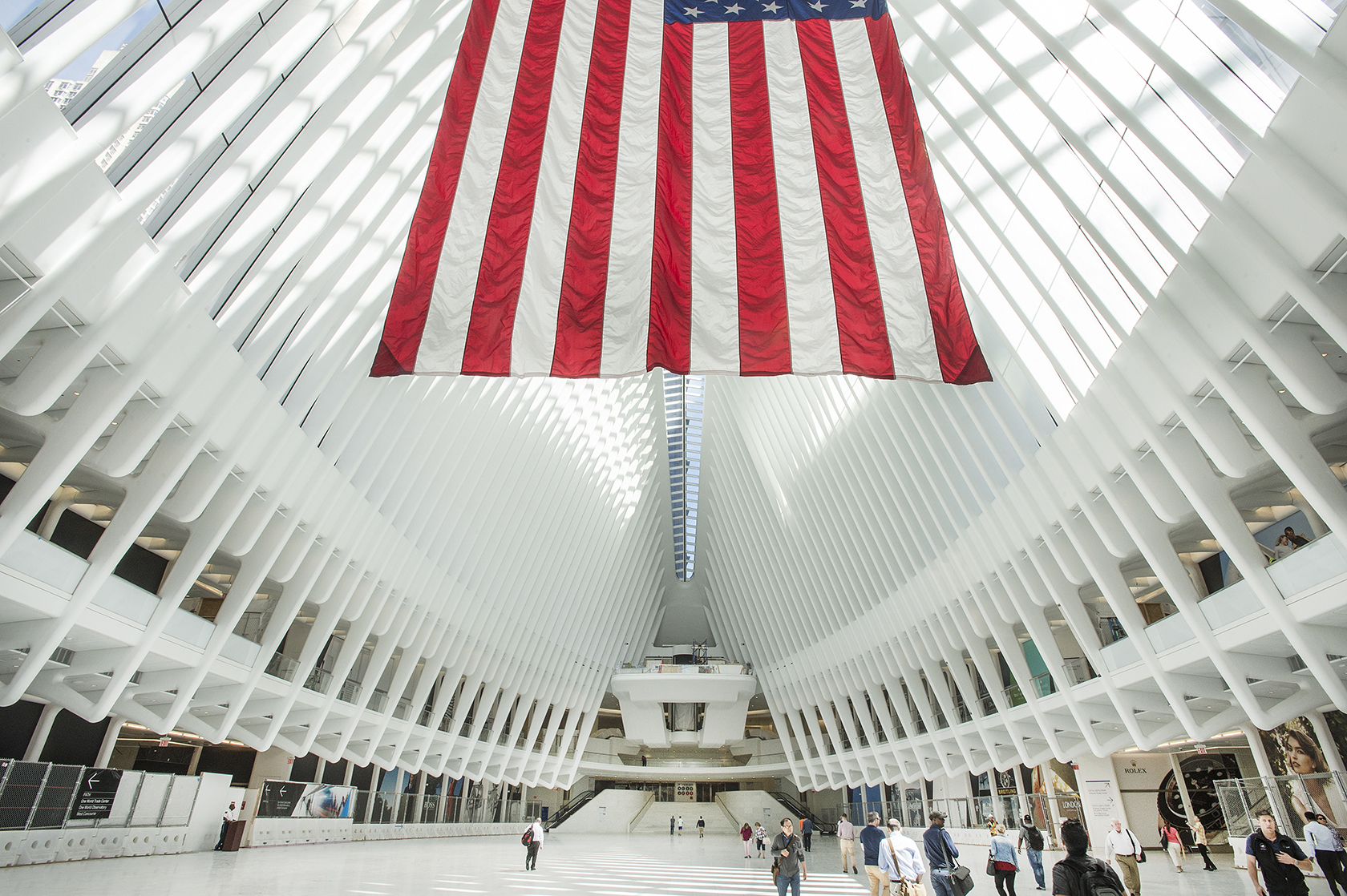
오큘러스 내부로, 데이 스트리트 중앙홀로 이어진다.

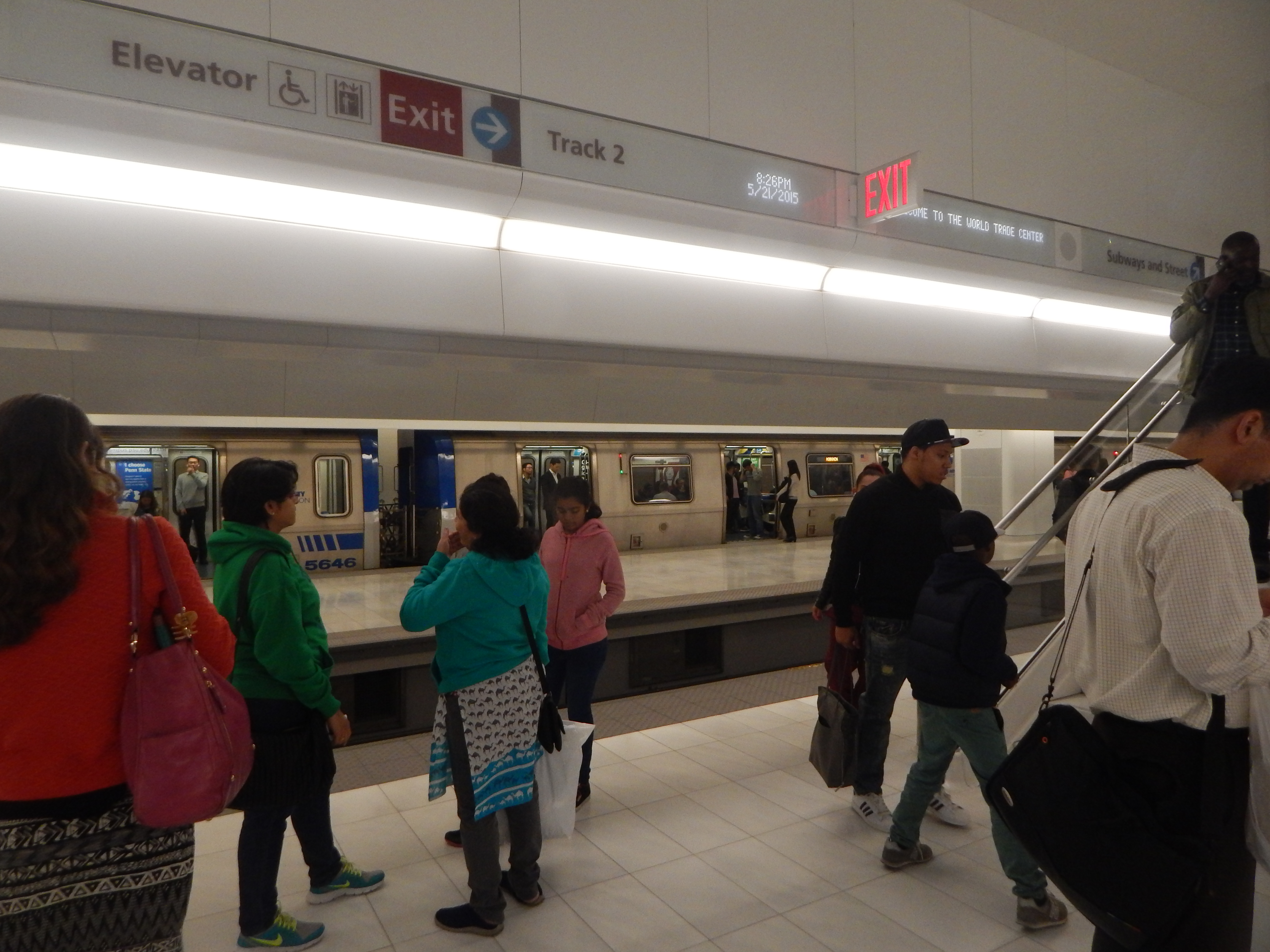
승강장 층

2004년 초, 세계 무역 센터 부지를 소유한 항만공사는 펜실베이니아 역과 그랜드 센트럴 터미널에 맞설 목적으로 시내에 대형 교통역을 포함하도록 리버스킨트의 계획을 수정했다. 칼라트라바는 이 새로운 20억 달러 디자인의 건축가로 고용되었고, 그는 2004년 1월에 그의 계획을 밝혔다. 칼라트라바의 설계는 지상에 있는 스테이션 하우스(현재의 오큘러스)에 날개처럼 바깥쪽으로 뻗은 구부러진 지지대를 요구했다. 이 날개는 동쪽의 처치 스트리트에서 서쪽의 그리니치 스트리트 아래의 PATH 역까지 이어지는 중앙홀을 따라 달린다. 건물 자체는 북쪽에서 시계 방향으로 풀턴, 처치, 데이, 그리니치 스트리트와 경계를 이루는 자체 블록에 위치할 예정이었다.

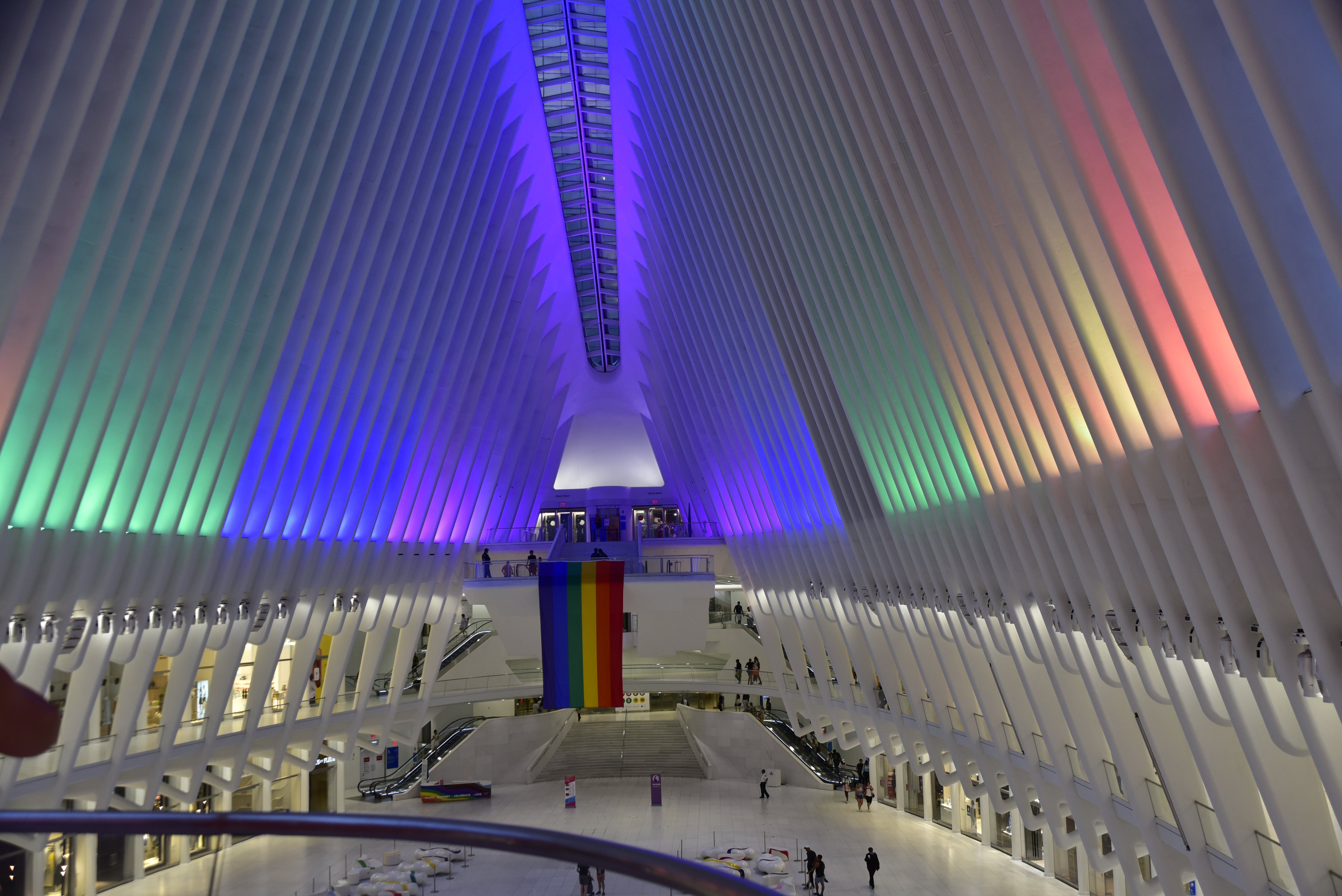
프라이드 먼스 때의 오큘러스

천창은 역 건물의 길이에 맞춰질 예정이었다. 지붕은 원래 밀폐된 공간에 빛과 환기를 증가시키기 위해 기계적으로 열리도록 설계되었다. 리버스킨트의 계획에 따라, 오큘러스는 추분광의 효과를 극대화하기 위해 만들어졌다. 실제 테러 추모일에는 첫 번째 타워가 타격을 입은 시점과 두 번째 타워가 붕괴된 시점 사이의 시간을 기념하기 위해 102분 동안 천창이 개방되었다. 필요한 경우 천창을 수동으로 열어 환기를 제공할 수도 있다.
재건축 계획에 명시된 바와 같이, 새로운 터미널은 여러 단계로 재건될 예정이었다. 첫 번째 단계는 2005년과 2006년 사이에 열릴 임시 북쪽 출입구의 건설을 포함할 예정이었고, 두 번째 단계는 웨스트사이드 하이웨이 아래에 동서 중앙홀을 건설하여 세계 금융 센터(브룩필드 플레이스)와 연결하는 것이었다. 세 번째 단계는 임시 승강장과 선로를 위한 임시 구조적 기반과 최초의 영구 승강장인 승강장 D의 건설을 포함할 예정이었다. 4단계는 다른 3개 승강장의 연장, 중이층의 확장, 터미널의 구조적 완성으로 구성되며, 5단계는 역 주건물의 건설을 포함한다. 이 계획에 따르면 세계 무역 센터역 교통 허브는 2009년 또는 2010년까지 완공될 예정이었다.
역 설계는 비평가들의 호평을 받았다. 2004년, 뉴욕 타임즈의 건축 평론가인 허버트 무샴은 이 디자인을 센트럴 파크의 베데스다 테라스와 분수와 비교했다. 그는 항구 당국이 칼라트라바를 고용한 것을 축하했고, 새로운 역이 도시의 미래에 영향을 미칠 수 있을 것이라고 예측했다. 무샴은 건축가의 비전이 "그라운드 제로를 위해 계획된 건물들이 영적인 차원을 열망해야 한다고 믿는 사람들을 만족시켜야 한다"고 말했다. 또 다른 뉴욕 타임즈 비평가 마이클 킴멜먼은 PATH 허브가 뉴욕시 스카이라인에 "주요 문화적 기여"가 될 것이기 때문에 세계 무역 센터 부지에 적합하다고 썼다. 맨해튼 커뮤니티 보드 1 위원회는 2005년에 역의 디자인이 "아름답다"고 평가했다.
칼라트라바는 원래의 디자인이 "아이의 손에서 풀려나는 새"를 대표한다고 묘사했다. 그러나 칼라트라바의 원래 치솟는 스파이크 디자인은 보안 문제 때문에 축소되었다. 2005년 뉴욕 타임스는 "새가 부리를 길렀다"며, 새로운 보안 기능 때문에 스테이션이 "새보다는 더 날씬한 스테고사우루스를 떠올릴 수 있다"고 평가했다. 2008년 예산과 공간의 제약으로 인해 지붕 개폐 장치를 제거하고자 설계가 추가로 수정되었다.
Curbed NY 기자는 2015년에 "승강장의 중이층은... 놀랍고 역의 치솟는 갈비뼈 구조를 보여준다"고 평했지만, 다른 평론가들은 역의 재설계 디자인이 실용적이라기보다는 더 화려하다고 비웃었다. 2014년, 디 애틀랜틱 시티랩의 블로거인 벤자민 카바크는 역의 유용성을 훼손하는 미적 선택에 의해 주도되는 디자인의 결함을 언급하며 역의 교통 중심지로서의 기능보다 형태에 중점을 둔 것을 비판했고, 그 예시로 계단이 출퇴근 시간에 역을 이용하는 승객의 수를 수용할 수 없으며 누수가 발생하면 대리석 바닥이 미끄러워지는 것을 들었으며, "PATH 허브가 목적과 분리된 디자인의 예시로 형성되고 있다"고 주장했다." 뉴욕 포스트의 스티브 쿠오조는 2014년에 이 역을 "자기 스스로에 만족하는 괴물"이자 "공금의 끔찍한 낭비"라고 묘사했다. 뉴욕 타임즈의 건축 평론가 마이클 킴멜먼은 이 구조물을 "질 낮은 스테고사우루스"라고 불렀다. 2015년, 역의 완공이 가까워지자, 뉴욕은 허브를 "장엄한 쓸데없는 짓"이라고 불렀고, 완공되지 않은 구조물에 대한 최종 판단은 보류했지만, "쥬라기" 시대 같은 외관에 대해서는 언급했다. 2016년에 세계 무역 센터역이 문을 열었을 때, 뉴욕 포스트 편집위원회는 이 허브를 "노골적으로 세계에서 가장 비싼 통근 철도역 - 그리고 아마도 가장 못생긴 역"이라고 불렀고, 오큘러스를 "거대한 회색-흰색 우주 곤충"에 비유했다.

#### 서쪽 중앙홀

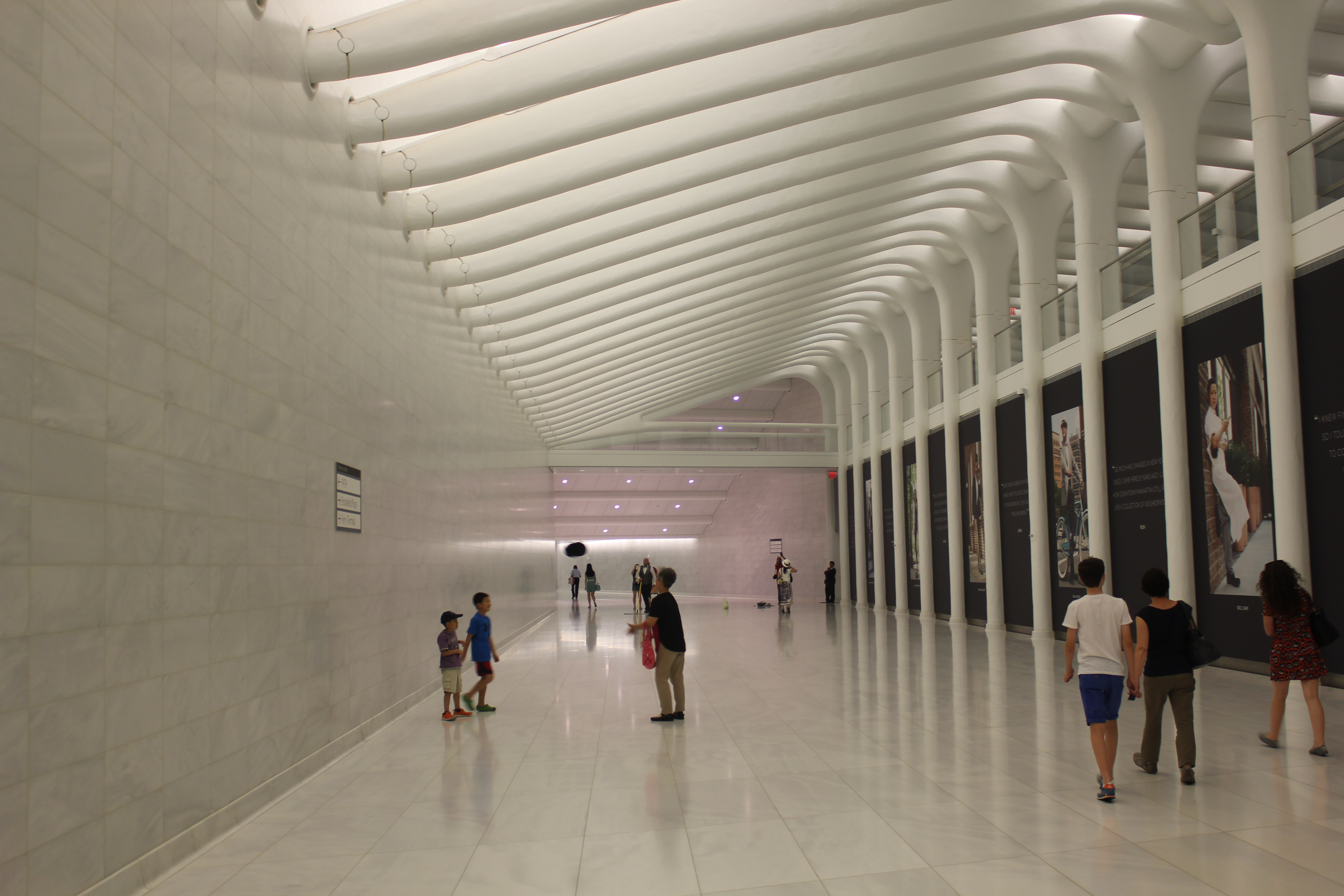
서부 중앙홀의 모습

WTC 역 중이층과 배터리파크시티의 브룩필드 플레이스를 연결하는 웨스트사이드 하이웨이 아래의 180m 보행자 지하도를 서쪽 중앙홀이라고 부르며, 이 지하도는 세계 무역 센터역 서쪽에 위치해 있고 과거에는 동서 연결로라고 불렀다.  이 지하도의 일부는 웨스트필드 월드 트레이드 센터에 배정되어 있기에 점포가 배치되어 있다. 중앙홀은 2013년 10월 23일 개장했다. 2014년 11월 3일에 타워가 문을 열면서 직원들은 서쪽 중앙홀에서 원 월드 트레이드 센터에 접근할 수 있게 되었다. 2015년 5월 29일 타워 전망대가 개장한 날 전망대 입구가 개장하였다. 이 중앙홀은 건설하는 데 2억 2,500만 달러가 들었고, 세계에서 가장 비싼 통로로 묘사되었다.

### 건설
오큘러스의 건설로 2006년 4월에 세계 무역 센터 십자가는 이전되었다. 그러나 오큘러스의 건설은 풀턴 스트리트 아래 보행자 통로를 위한 최초의 조립식 "갈비"가 부지에 설치된 2008년 7월 8일이 되어서야 시작되었다. 역의 중이층의 주요 공사와 기초 공사가 진행 중이었다. 2011년 3월까지, 역의 지붕을 구성하는 300개의 강철 조각 중 225개 이상이 설치되었다. 2011년 3월 말, 허브의 핵심 구성 요소 중 하나인 비에렌델 트러스의 설치는 271톤 트러스 중 50톤 구간의 설치와 함께 시작되었으며, 비에렌델 트러스는 중이층의 지붕 역할을 하며 세계 무역 센터 메모리얼의 북동쪽 모서리를 지지하는 역할을 한다.

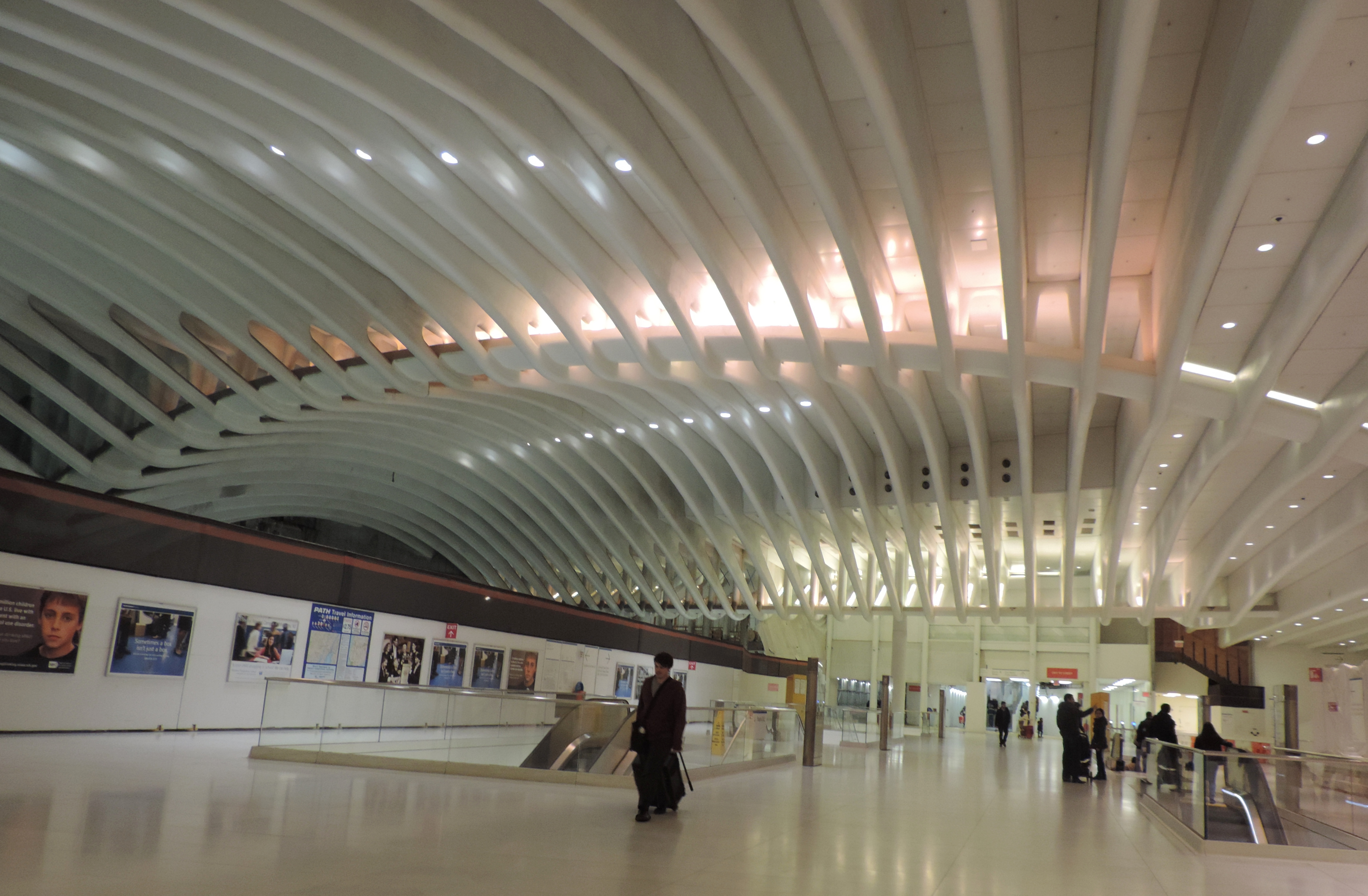
PATH 철도 위쪽의 중앙홀

스칸카스는 2010년 여름에 5억 4,200만 달러의 오큘러스 건설 계약을 체결했다. 이 프로젝트에는 하부 구조물을 위한 강철대 축조, 차량 보안 센터로의 연결로 건설, 그리니치 스트리트 회랑, 뉴욕 지하철 1호선 역 아래에 강철 및 콘크리트 배치, 이스트 아치 트러스 설치를 위한 준비가 포함되었다. 2013년 6월까지, 10개의 외부 아치가 오큘러스 건설을 위해 설치되었고 초기 공사는 2014년 말 또는 2015년 초에 마무리될 것으로 예상되었으며 도색, 회전식 문, 매표소 등 내부 공사는 2015년 말에 완료될 것으로 예상되었으며 전체 건물은 2015년 12월 17일 정식 개장할 예정이었다. 2013년 10월 23일, 브룩필드 플레이스로 이름이 바뀐 월드 파이낸셜 센터로의 접근로와 함께 서부 중앙홀이 개장했다. 중앙홀 앞 매장은 아직 문을 열지 않은 채로 덮여 있었고, 2층은 원 월드 트레이드 센터 건설을 위해 여전히 닫혀 있었다.
2014년 2월 25일, 새로운 역의 첫 번째 승강장인 승강장 A 절반이 호보컨행 열차를 운행하면서 대중에게 공개되었다. 섬식 승강장인 새 승강장은 완전히 현대화되었으며 새로운 조명, 스피커, 조명이 켜진 표지판, 에스컬레이터, 엘리베이터가 포함되어 있다. 승강장의 서쪽은 벽으로 막혀 있었다. 11월 3일, 원 월드 트레이드 센터가 문을 열었고, 그 건물의 PATH 입구도 문을 열었다.  11월 11일에는 풀턴 센터와 데이 스트리트 중앙홀이 대중에게 공개되었다. 데이 스트리트 중앙홀의 입구는 교통 허브가 열릴 때까지 폐쇄되었다.  11월 22일 114대의 서까래 중 마지막 서까래가 설치되었다. 또한 11월 22일까지 크레인 한 대가 분해되었고, 교통 허브의 도장이 계속되었다.
2015년 5월 7일, B 승강장과 A 승강장의 나머지 절반이 문을 열었고, C 승강장은 문을 닫았다. 5월 29일, 원 월드 트레이드 센터 전망대가 문을 연 때에 서쪽 중앙홀의 전망대 입구도 열렸다. 9월 말, 승강장에서 서쪽 중앙홀에 접근할 수 있는 새로운 서쪽 산책로가 문을 열었다.

### 비용 및 지연
교통 허브는 약 40억 달러의 막대한 재건 비용으로 인해 세계에서 가장 비싼 기차역 중 하나 또는 세계에서 가장 비싼 정거장 중 하나로 묘사되어 왔다. 반대로 뉴어크-월드 트레이드 센터선을 뉴어크 리버티 국제공항까지 3.2km 연장하는 것은 15억 달러가 들 것으로 예상된다. 또한 세계 무역 센터 교통 허브는 당초 계획보다 거의 10년 늦게 완공되었기 때문에 지연으로 인해 비판을 받았다. 그러나, 원래의 제안은 거의 20억 달러가 들 것으로 예상되었기 때문에, 허브에 대한 원래의 비용 예측조차도 높았다. 뉴욕에 위치한 프로젝트에 대한 비용을 뉴저지주 정부가 지불하도록 설득할 필요가 있는 세계 무역 센터역에 대한 높은 비용은 호화로운 디자인에 기인한다.
원래 재건은 연방 교통국의 자금 지원을 받기로 되어 있었는데, 연방 교통국은 이 프로젝트에 약 19억 달러를 지원했다. 허브의 비용은 여전히 비쌌지만, 2009년 예산으로 완공될 예정이었다. 2014년에, 허브의 비용은 40억 달러로 추정되었다. 이 허브는 2004년에 원래 비용이 들었어야 했던 것보다 2014년에 두 배나 더 비쌌다. 서쪽 중앙홀은 2억 2,500만 달러의 비용이 들었고 "세계에서 가장 비싼 복도"로 홍보되었다. 건설, 유지보수, 관리에만 6억 3천 5백만 달러가 들었고 뉴욕 뉴저지 항만공사는 여러 하도급 계약을 따냈으며, 대부분 비용이 많이 들었다. 주요 건설팀의 비용은 거의 10억 달러를 차지했고, 세계 무역 센터 부지 전체의 공익시설 설치 비용은 4억 달러가 더 들었다. 이로 인해 5억 달러 이상의 비용 절감 효과가 간과되었다.

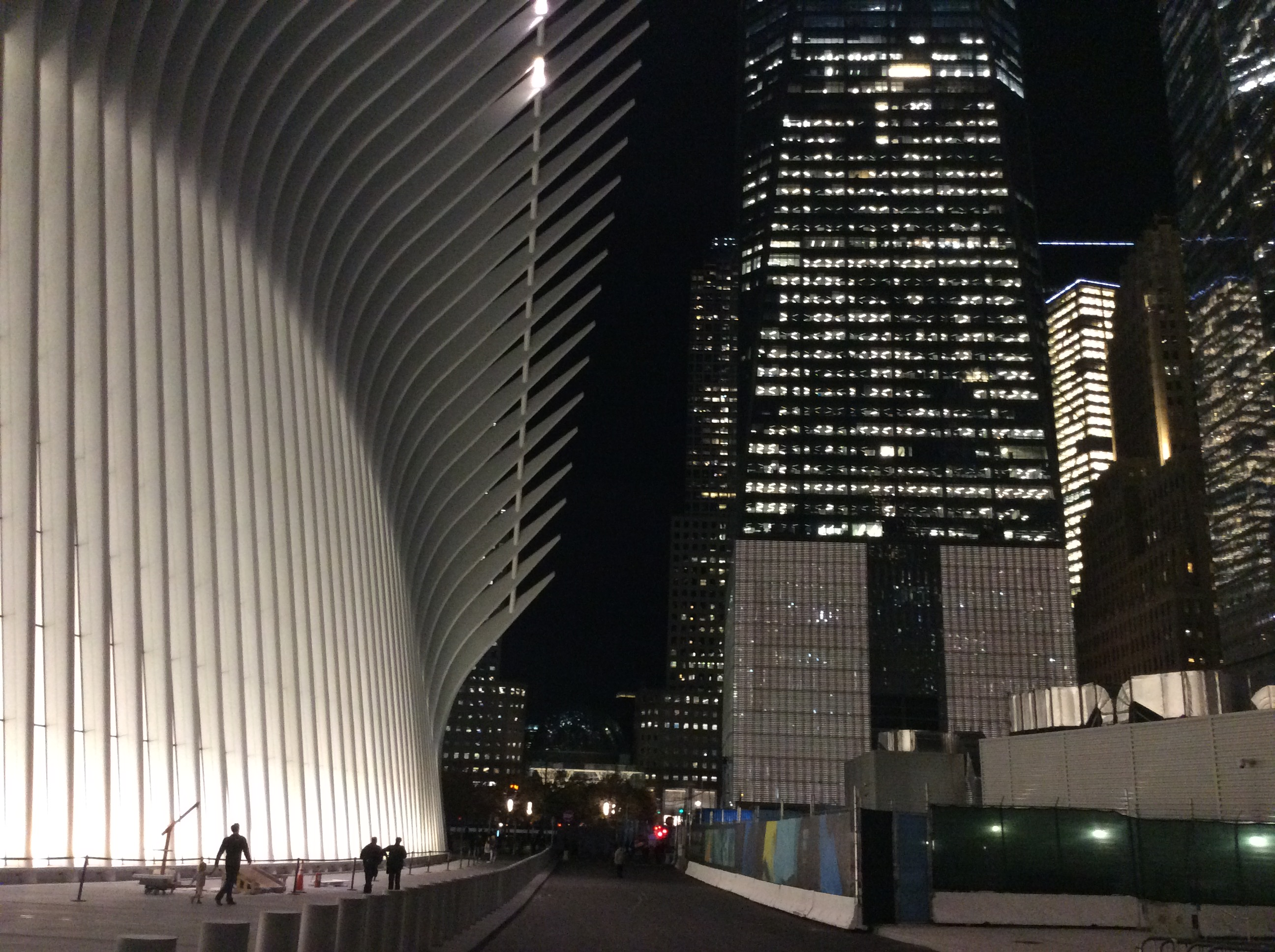
야간에 세계 무역 센터 교통 허브 바깥쪽에서 바라본 "갈비뼈". 교통 허브 건축에 든 비용 대부분은 이런 역의 호화로운 디자인에서 비롯되었다.

칼라트라바는 디자인 비용으로 8천만 달러를 벌었고 전체 건축 디자인으로 4억 580만 달러를 벌었다. 건설 속도를 높이는 것도 비용 증가에 기여했는데, 9·11 기념관 건립에 1억 달러, 건설 자재 전달 속도를 높이는 데 2,400만 달러가 추가로 투입되었다. 역의 가격은 칼라트라바의 건축 결정에 의해 더욱 인상되었다. 칼라브라타는 4억 7,400만 달러가 드는 이탈리아 북부의 공장에서 주문 제작된 강철을 수입하고 싶었고, 기둥이 없고 미적으로 기반을 둔 디자인, 나무 대신 땅에 있는 천창, 그리고 크고 치솟는 "날개" 또는 서까래를 가진 역을 선호했다. 메트로폴리탄 트랜스포테이션 오소리티에서 스태튼아일랜드 연락선을 이용하는 스태튼아일랜드의 통근자들을 불편하게 할 것을 우려하여 노선 폐쇄를 거부했기 때문에, 뉴욕 뉴저지의 항만공사는 뉴욕 지하철의 IRT 브로드웨이-7번가 선 주변에 역을 건설해야 했고, 이로 인해 비용 초과로 3억 3,500만 달러가 추가되었다. 그 노선은 역을 통과하는 기둥 대신에 역 위의 다리 위에서 지지되어야 했다. 2012년, 허리케인 샌디는 수억 달러 가치의 자재들을 손상시켰다. 추가 비용과 지연 중 일부는 항만 당국의 원래 계획에 대한 추가 및 수정 때문이었다. 예를 들어 칼라트라바가 계획했던 원래 출입구는 보안상의 이유로 축소되었다.
세계 무역 센터 교통 허브의 치솟는 비용 또한 많은 논란을 불러 일으켰다. 뉴욕 타임즈의 한 편집자는 "칼라트라바 씨는 비용 초과, 지연, 소송으로 얼룩진 이례적으로 긴 프로젝트 목록을 축적하고 있다"고 썼다.  특히 세계 무역 센터역은 그랜드 센트럴 터미널의 25만 명에 비해 승객 수가 4만 6천 명에 불과하기 때문에, 건설 비용이 과하게 매겨졌고 건축 역시 지나치게 멋을 부린 것으로 묘사되기도 한다. 에스콰이어 잡지의 한 작가에 따르면, 허브의 비용을 무시하더라도, PATH를 운영하는 것 자체가 항만 당국에게는 돈 낭비였다.
2015년 말, 지붕이 새는 바람에 개장이 2016년 초로 연기되었다. 2016년 3월 허브가 문을 열었을 때, 항만 당국의 팻 포이 국장은 허브의 개장을 축하하는 행사를 거부했고, 그것을 "과잉의 상징"이라고 묘사하며 건설 프로젝트의 "엄청난 비용으로 어려움을 겪고 있다"고 언급했다.

### 개장
2016년 3월 3일, 오큘러스는 새로운 출입구와 함께 부분적으로 대중에게 개방되었으며, 오큘러스 서쪽 끝과 4 월드 트레이드 센터로 가는 웨스트필드 몰의 회랑만 개장되었다. 2016년 5월 26일, PATH 승객들은 오큘러스를 통해 풀턴 센터와 코틀란트 스트리트-처치 스트리트 역으로 가는 지하 연결통로를 이용할 수 있게 되었다. 2016년 6월 21일 2 월드 트레이드 센터 출입구가 문을 열었고, 6월 26일에는 7 월드 트레이드 센터 외부의 임시 출입구가 폐쇄되었다. 웨스트필드 월드 트레이드 센터가 2016년 8월 16일에 문을 열었을 때 또 다른 출입구가 대중에게 개방되었다. 2016년 9월 8일, 화장실은 중이층 남쪽에 문을 열었다. 마지막 역 승강장 C와 D 승강장도 문을 열었으며, 영구적인 서부 중앙홀 통로도 문을 열었다. 12월 19일, 교통 허브 북동쪽 모퉁이에 있는 뉴욕 지하철의 세계 무역 센터 역과 직결되는 지하 연결로가 다시 열렸다.

## 주요 환승 노선
교통 허브는 PATH 지하철 시스템과 뉴욕 지하철 시스템을 연결하도록 설계되었다. 교통 허브를 통과하는 1호선은 이 프로젝트에 따라 PATH 중이층 위에서 운행되도록 다시 건축되었다. 2018년 9월에 개장한 WTC 코틀랜드역과 챔버스 스트리트-월드 트레이드 센터/파크 플레이스/코틀랜드 스트리트역은 세계 무역 센터 교통 허브와 직접 연결되어 있다.  N, R, W선의 코틀랜드 스트리트-처치 스트리트 역 또한 허브와 연결되어 있다. 또한 데이 스트리트를 따라난 데이 스트리트 통로가 교통 허브 동쪽과 풀턴 센터를 연결하여 뉴욕 지하철 2, 3, 4, 5, A, C, E, J, N, R, W, Z선에 접근할 수 있다. 서쪽 중앙홀로 알려진 통로는 서쪽으로 브룩필드 플레이스와 배터리파크시티 페리 터미널로 연결한다.
2003년 9월부터 2004년 4월까지 로어맨해튼 개발공사, MTA, 뉴욕 뉴저지 항만공사, 뉴욕시 경제개발공사가 로어맨해튼-자메이카/JFK 교통 프로젝트의 타당성 조사를 실시했다. 이 노선은 롱아일랜드 철도의 애틀랜틱 지선을 이용하여 브루클린 시내로, 터널을 이용하여 로어맨해튼으로 연결하여 존 F. 케네디 국제공항으로 더 빨리 이동할 수 있는 노선을 제공할 예정이었다. 이 프로젝트는 환경영향보고서가 작성되기 전인 2008년에 중단되었다.
2018년 기준으로 세계 무역 센터역의 노선은 다음과 같다.
| 역 서비스 범례                        | 역 서비스 범례                            |
| ------------------------------------- | ----------------------------------------- |
| 전 시간대에 정차                      | 전 시간대에 정차                          |
| 새벽 시간대를 제외한 전 시간대에 정차 | 심야 시간대를 제외한 전 시간대에 정차     |
| 새벽 시간대에만 정차                  | 심야 시간대에만 정차                      |
| 평일에만 정차                         | 평일에만 정차                             |
| 러시아워 시간대의 혼잡 구간에만 정차  | 출퇴근 시간대의 혼잡 구간에만 정차        |
| 시간대 세부 정보                      |                                           |
|                                       |                                           |
| 장애인 접근                           | 미국 장애인법 적용 역                     |
| ↑                                     | 미국 장애인법에 따라 화살표만 표시하는 역 |
| ↓                                     | 미국 장애인법에 따라 화살표만 표시하는 역 |
|                                       | 중이층으로만 이동가능한 엘리베이터        |

| 노선  | 운행                    | 역                | 장애인 접근                            | 비고                                                                         |
| ----- | ----------------------- | ----------------- | -------------------------------------- | ---------------------------------------------------------------------------- |
| 2 3   | IRT 브로드웨이-7번로 선 | 파크 플레이스     | Elevator access to mezzanine only      | 챔버스 스트리트 - 세계 무역 센터/파크 플레이스/코틀랜드 스트리트 단지의 일부 |
| A C   | IND 8번로 선            | 챔버스 스트리트   | 중이층으로만 접근할 수 있는 엘리베이터 | 챔버스 스트리트 - 세계 무역 센터/파크 플레이스/코틀랜드 스트리트 단지의 일부 |
| E     | IND 8번로 선            | 세계 무역 센터    | 장애인 접근                            | 챔버스 스트리트 - 세계 무역 센터/파크 플레이스/코틀랜드 스트리트 단지의 일부 |
| N R W | BMT 브로드웨이선        | 코틀랜드 스트리트 | 장애인 접근                            | 챔버스 스트리트 - 세계 무역 센터/파크 플레이스/코틀랜드 스트리트 단지의 일부 |
| 1 2   | IRT 브로드웨이-7번로 선 | WTC 코틀랜드      | 장애인 접근                            |                                                                              |

2014년 11월 풀턴 센터가 문을 연 풀턴 스트리트역 복합단지는 세계 무역 센터 교통 허브에서 동쪽으로 두 블록 떨어져 있으며, 이 시설은 1990년 미국 장애인법에 완전히 부합하도록 설계되었다. 풀턴 센터의 노선은 아래와 같다.
| 운행 | 노선                    |
| ---- | ----------------------- |
| 2 3  | IRT 브로드웨이-7번로 선 |
| 4 5  | IRT 렉싱턴가 선         |
| A C  | IND 8번로 선            |
| J Z  | BMT 나사우 스트리트선   |

## 인접한 역
| PATH                       | PATH    | PATH      |
| -------------------------- | ------- | --------- |
| 익스체인지 플레이스 뉴어크 | NWK-WTC | 시·종착역 |
| 익스체인지 플레이스 호보컨 | HOB-WTC | 시·종착역 |